# César Vega
César Vega (1962), és un enginyer agrònom, comunicador i polític uruguaià.
El 1987 es va rebre d'enginyer agrònom a la Facultat d'Agronomia de la Universitat de la República. És locutor del programa radial anomenat «La voz delagro» (La veu delagro), per Ràdio Fénix 1330AM, des d'on promou el consum responsable de fruites i verdures.
És candidat a les eleccions presidencials i representació parlamentària de l'Uruguai pel Partido Ecologista Radical Intransigente (Partit Ecologista Radical Intransigent) PERI, fundat el 2013. El programa té èmfasi en la preservació dels recursos naturals i són contraris a la megamineria a cel obert.